# 15: The Life and Death of Philip Knight
Pour plus de détails, voir Fiche technique et Distribution.
The Life and Death of Philip Knight est un film écrit par Jeremy Brock et réalisé par Peter Kosminsky et sorti en 1993.

## Synopsis
Un jeune délinquant est incarcéré dans une prison pour adultes au Royaume-Uni et s'y suicide en juillet 1990.

## Fiche technique
- Titre : The Life and Death of Philip Knight
- Réalisation : Peter Kosminsky
- Scénario : Jeremy Brock
- Musique : Davy Spillane
- Photographie : John Else
- Montage : Rodney Holland
- Production : Peter Kosminsky et Peter Waller
- Société de production : Waller Film Company
- Pays :  Royaume-Uni
- Genre : Drame
- Durée : 131 minutes
- Première diffusion : 18 août 1993

## Distribution
- Daniel Newman : Philip Knight
- Holly Aird : Karen Painter
- Terence Beesley : Joe Dowdell
- Angus Macfadyen : David McBride
- Gillian Hanna : Margareth Knight
- Tony Steedman : M. Knight
- Suzanne Bertish : Margaret Harris
- Polly Irvin : Kate Hawkins
- Philip Jackson : Stan Eastwood
- John F. Landry : Ken Edwards (John Landry)
- Loanna Monroe : Jaqui Frost
- Anna Bolt : Elizabeth Knight
- Rupert Holliday-Evans : Tom Jamieson
- Charlie Creed-Miles : Simon Knight
- Robin Griffith : John Bendow
- Richard Leaf : Dr Robert Jones